# Heribert Bickel
Heribert Ferdinand Bickel (* 30. April 1927 in Aachen; † 3. August 2010 in Bonn) war ein deutscher Verwaltungsjurist, Richter und Politiker (CDU). Von 1976 bis 1983 war er Präsident des Oberverwaltungsgerichtes sowie Vorsitzender des Verfassungsgerichtshofes und von 1983 bis 1987 Minister der Justiz des Landes Rheinland-Pfalz.

## Leben
Heribert Bickel wurde als Sohn eines Regierungsbeamten geboren. Er besuchte Gymnasien in Aachen, Koblenz und Mayen, legte das Abitur ab und absolvierte im Anschluss ein Studium der Rechtswissenschaft an der Universität Mainz und an der Deutschen Hochschule für Verwaltungswissenschaften Speyer, das er mit der Ersten juristischen Staatsprüfung abschloss. 1954 wurde er in Mainz mit dem Dissertationsthema Die steuerrechtliche Behandlung der Interessengemeinschaften zum Dr. jur. promoviert.
Nach Ablegung des Zweiten Staatsexamens 1955 trat Bickel als Finanzassessor in den Verwaltungsdienst des Ministeriums für Finanzen und Wiederaufbau des Landes Rheinland-Pfalz ein und war dort als Referent tätig. Ab 1959 folgten berufliche Stationen als Richter am Oberverwaltungsgericht und als Richter am Verfassungsgerichtshof des Landes Rheinland-Pfalz. Beiden Gerichten stand er von 1976 bis 1983 als Präsident vor.
Bickel amtierte von 1969 bis 1976 als Landrat des Kreises Mainz-Bingen und war von 1973 bis 1976 Vorsitzender des Landkreistages Rheinland-Pfalz. Von 1984 bis 1989 war er Ratsherr der Stadt Mayen. Am 18. Mai 1983 wurde er als Justizminister in die von Ministerpräsident Bernhard Vogel geführte Landesregierung (Kabinett Vogel III) berufen. Nach der Bildung einer Koalition aus CDU und FDP schied er am 23. Juni 1987 aus der Regierung aus und wurde als Minister von Peter Caesar abgelöst.
Bickel war von 1962 bis 1969, von 1977 bis 1983 sowie von 1987 bis 2001 Lehrbeauftragter an der Deutschen Hochschule für Verwaltungswissenschaften Speyer. 1979 wurde er auf Vorschlag des Hochschulsenates vom Ministerpräsidenten zum Honorarprofessor an der DHV Speyer ernannt. Seine Lehrtätigkeit umfasste das Verwaltungsprozessrecht, das Kommunalrecht, das Verfassungsrecht und die Bioethik. 1985 berief er erstmals die Bioethikkommission Rheinland-Pfalz ein, als deren Vorsitzender er bis 1987 fungierte. Des Weiteren war er von 1998 bis 2008 akademischer Leiter der Verwaltungs- und Wirtschaftsakademie Rheinland-Pfalz.

## Ehrungen und Auszeichnungen
- 1986: Verdienstkreuz 1. Klasse der Bundesrepublik Deutschland